# Ocepeia
Ocepeia is een geslacht van uitgestorven zoogdieren uit de Afrotheria. Dit geslacht leefde tijdens het Paleoceen in het noordwesten van Afrika. 

## Classificatie
Op basis van de eerste vondsten werd Ocepeia ingedeeld bij de Condylarthra, een groep van hoefdierachtige zoogdieren met onduidelijke onderlinge verwantschap. Latere vondsten hebben geleid tot nieuwe inzichten. Ocepeia was een basale afrotheriër en heeft diverse kenmerken die overeenkomen met de vroege Paenungulata, maar bij analyses blijkt het nauwer verwant aan de Afroinsectiphilia. Mogelijk was Ocepeia een overgangsvorm tussen de twee groepen. Vanwege deze positie is Ocepeia ingedeeld in een eigen familie, de Ocepeiidae. Er zijn twee soorten bekend: in het Selandien leefde O. daouiensis en O. grandis is bekend uit het Thanetien. 

## Beschrijving
Ocepeia was een gespecialiseerde bladeter. O. daouiensis was ongeveer 3.5 kg zwaar en daarmee het formaat van een hedendaagse klipdas. O. grandis was groter en circa 10 kg zwaar.

## Fossiele vondsten
De fossielen van Ocepeia zijn gevonden in het Ouled Abdoun-bekken in Marokko.